# María Mercedes Pino Chávez

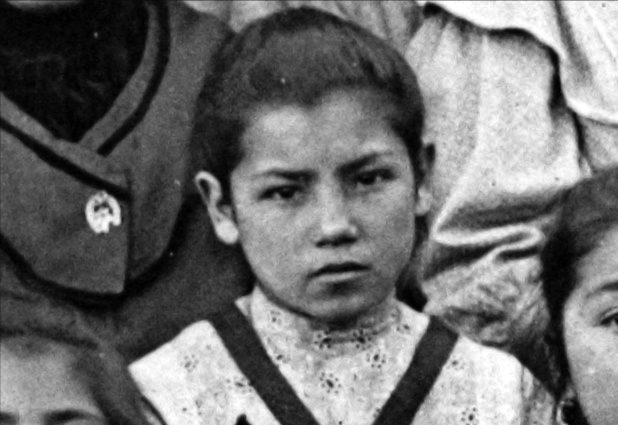
Laura Vicuña en la escuela en Argentina

Mercedes Pino (Collipulli, 1870-Cherquenco, 17 de septiembre de 1929) fue una mujer chilena conocida por ser la madre de la beata Laura Vicuña y causa de su santidad de vida.
Laura ofreció su corta vida y sufrimientos en favor de su madre para que se convirtiera de su vida alejada de Dios y volviera a la fe católica. Luego de residir un tiempo en Argentina, y tras la muerte de Laura, retornó a Chile para vivir en la ciudad de Freire, donde conoció a Melitón Parra con quien compartió el resto de su vida. Está enterrada en el Cementerio Municipal de Cherquenco.

## Biografía
Aunque se desconoce la fecha exacta, diversas fuentes señalan que nació en 1870, aproximadamente, en la ciudad cordillerana de Collipulli, Región de la Araucanía (Chile). Su familia era de origen modesto. Algunos testimonios la describen como una joven despierta y capaz de sobreponerse a las dificultades para salir adelante en la vida. El más certero de los testimonios hasta ahora conocidos es de Manuel José Urrutia López (en aquel tiempo, de 88 años de edad), quien declaró haber conocido en Collipulli a la familia de Laura Vicuña.

Conozco a la Sierva de Dios desde que ella tenía pocos meses, en Santiago de Chile; después seguí de cerca su vida cuando me trasladé a vivir a Junín de los Andes (Argentina)… Supe que su padre era militar y que en su familia había un sacerdote, hermano suyo, y otro que ocupó un puesto eminente en la política. El padre era persona honorable… La madre se llamaba Mercedes Pino, de familia pobre. Yo la conocí desde la infancia, puedo decir, junto a varias de sus hermanas».

Mercedes conoció a José Domingo Vicuña Bravo (1866-1894), miembro de una importante familia aristocrática de la época y emparentado con políticos y militares participantes de la guerra civil chilena de 1981, quien la llevó más tarde a vivir a Santiago, la capital de Chile.

## Su paso por Temuco
En 1891, después del levantamiento de la Marina, fue vencido el Ejército y cayó el gobierno de José Manuel Balmaceda. Los datos apuntan a que Domingo Vicuña, esposo de Mercedes Pino, sería pariente del entonces candidato balmacedista Claudio Vicuña Guerrero, quien fue elegido posteriormente presidente de la República en 1891 pero no pudo ejercer su cargo debido a la oposición Balmacedista de la época. Luego de estos conflictos, se desencadenó una fuerte persecución a todo aquel que llevara el apellido Vicuña, motivo por el cual Domingo y su familia debieron viajar a Temuco y establecerse allí. Otra versión apunta que su traslado a Temuco se debió, más bien, a que por la edad de Domingo (25 años) y teniendo una familia joven, lo enviaron con nuevo cargo militar al sur de Chile, que llevaba pocos años de haber alcanzado la Pacificación de la Araucanía, considerado en aquel tiempo como un destacamento de avanzada.
El 22 de mayo de 1894, nació la segunda hija del matrimonio, Julia Amanda Vicuña Pino, quien no conoció a su padre pues poco tiempo después fue afectado por una fuerte pulmonitis que le quitó la vida. Mercedes, junto con sus dos pequeñas hijas, permaneció por un breve periodo en Temuco, donde se dedicó al oficio de costurera y estableció un pequeño negocio de paquetería.

## Viaje a Argentina
En febrero de 1899 doña Mercedes partía junto a sus hijas rumbo a Argentina, atraída por la prosperidad que al otro lado de la Cordillera de los Andes se daba y las oportunidades de colonización luego de los conflictos contra los Araucanos. Una vez allá se establece en la localidad de Ñorquín, dependiente de la provincia de Neuquén. Luego de unos meses se dirige hacia la localidad de Chapelco, en la estancia de Quilquihué, de propiedad del hacendado Manuel Mora, distante de Junín de los Andes unos dieciséis kilómetros. Manuel Mora era un conocido gaucho de la zona; prepotente, atropellador, que pretendía plegarlo todo a su voluntad. El gobierno argentino le había encomendado la explotación de la amplia zona del río Quilquihué, donde poseía dos estancias: Quilquihué y Las Mercedes. Es probable sin embargo que, en su calidad de chileno, se haya acercado a la joven viuda cuando aún se encontraba en Las Lajas, para ofrecerle trabajo en su hacienda como dueña de casa. Así se trasladó doña Mercedes a Quilquihué. Manuel Mora no tardó en hacer de ella su conviviente.

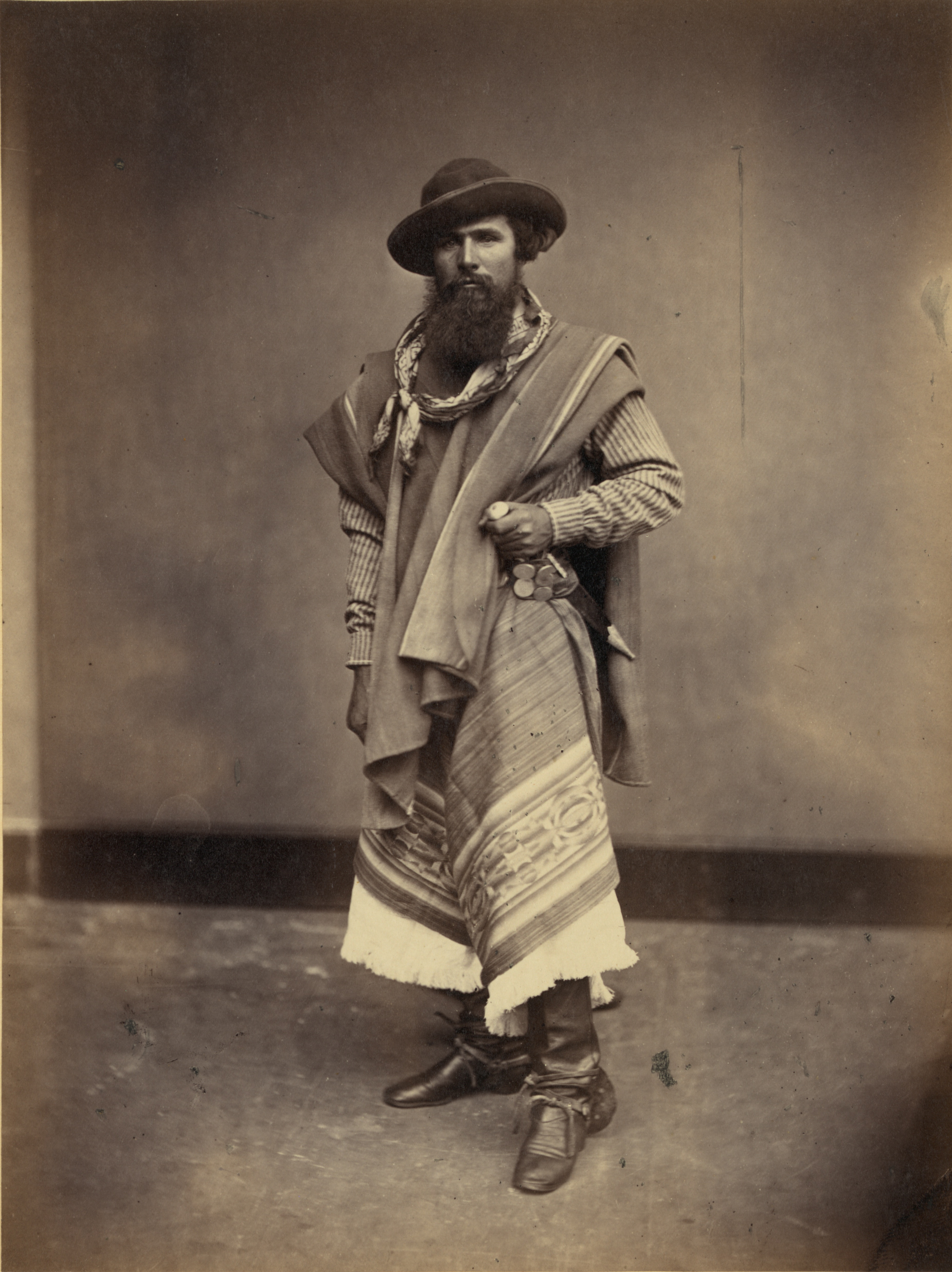
Gaucho en 1868. Manuel Mora habría tenido un aspecto similar.

## Conflicto con Manuel Mora y petición de Laura Vicuña
Manuel Mora tenía constantes conflictos con sus hacendados, además de tener fama de realizar largas fiestas con bailes, donde invitaba a embriagarse a los gauchos de la zona. Debido al mal trato que Mercedes recibía por parte de Manuel, Laura Vicuña que contaba con pocos años, debió en más de un ocasión enfrentarse a la prepotencia de aquel hombre, negándose a seguir sus órdenes.  
Su alma sensible se atribuló al grado de desmayarse cuando en clase de catequesis comprendió el sacramento matrimonio, dedujo que su madre vivía en pecado, además otros indicios le confirmaron esta situación: en vacaciones su mamá le hacia rezar en secreto y cuando iban a Misa la Sra. Mercedes no comulgaba. Preocupada por la salvación del alma de su progenitora se dedicaba a pasar extensos lapsos de tiempo de oración y hacía cada sacrificio que le fuera posible con tal de ganar la salvación y conversión de su mamá.  
Es por esto que, luego de un fuerte discernimiento acompañado de oración, Laura decide ofrecerse como víctima a Dios por la conversión de su madre Mercedes. Al cabo de un tiempo y, debido a una brutal golpiza que le propinó Manuel Mora en la calle, Laura ya muy débil y postrada en cama se prepara para morir. 

### Últimas palabras de Laura Vicuña
A las cinco de la tarde Laura pide a su confesor, el P. Genghini, que llame urgentemente a su madre para despedirse de ella. Mercedes corre hacia su hija, sabiendo que serían sus últimos momentos junto a ella, y exclama.
“¡Hija mía, hija mía! ¿Me vas a dejar?”
Laura, venciendo la impresión que le causaba el dolor de su madre, con voz trémula pero llena de ternura, le respondió:
"Sí, mamá, muero, porque yo misma se lo pedí a Jesús… Hace casi dos años que le ofrecí la vida por ti, para obtener la gracia de tu conversión a Dios. ¡Oh, mamá! ¿Antes de morir, no tendré el gozo de verte arrepentida?"
Doña Mercedes, desconsolada, exclamó:
“¡Oh, mi querida Laura, te juro en este momento que haré cuanto me pides… Estoy arrepentida, Dios es testigo de mi promesa! Sí, hija mía. Mañana en la mañana iré a la Iglesia con Amandina y me confesaré”.
Laura buscó con la mirada al Padre Genghini, y le dijo:
“Padre, mi mamá en este momento promete dejar a ese hombre. ¡Sea usted testigo de su promesa! ¡Gracias Jesús, gracias María! Ahora muero contenta!"
Luego de decir estas palabras Laura Vicuña muere con apenas 12 años de edad, eran las 6 de la tarde del 22 de enero de 1904.

## Retorno a Chile
En 1906, luego de la muerte de Laura, Mercedes volvió a Chile para radicarse en la ciudad de Freire, donde posteriormente conoció a Melitón Parra, con quien mantuvo una relación cristiana y estable. Posteriormente se mudaron a la localidad de Cherquenco, perteneciente a la comuna de Vilcún en la zona cordillerana de la Región de La Araucanía.
Mercedes Pino murió el 17 de septiembre de 1929 a la edad de 59 años. Sus restos se encuentran en el Cementerio de la localidad junto a su segundo esposo, muerto en 1959.

## Recuperación de sus restos
En 2020 nace la idea por parte de un grupo de creyentes de la zona de rescatar la tumba de Mercedes Pino y convertirla en un lugar de peregrinación, debido a la importancia que tiene ella en el proceso de Beatificación de su hija Laura Vicuña.